# Ratpenat de cara arrugada
El ratpenat de cara arrugada (Centurio senex) és una espècie de ratpenat de la família dels fil·lostòmids i únic membre del gènere Centurio. Viu en diversos països de Centreamèrica. Tot i que s'alimenta de fruits no està classificat dins dels megaquiròpters. Té una forma inusual del crani que es creu que li permet menjar una major varietat d'aliments que altres ratpenats.

## Descripció
El ratpenat de cara arrugada no té cua, té una mida mitjana i generalment té un pelatge que varia de color entre el marró grisenc i el marró groguenc. Tenen un pes al voltant dels 17 grams. El seu rostre no té pèl i està cobert d'arrugues, fet pel qual rep el seu nom. Aquest plecs de la pell són més pronunciats en els mascles que en les femelles, els quals també tenen una mascara de pell que fan servir per cobrir-se el rostre. A la boca tenen unes bosses que fan servir per emmagatzemar fruits. La subespècie greenhalli es diferencia de la subespècie senex per ser més gran i tenir un crani més bombat, una cresta sagital més desenvolupada i una filera de dents relativament més curta. Els seus crani són extremadament curts i amples, fet que es creu que li permet mossegar amb un 20% més de força que altres ratpenats de mida similar.

## Distribució
El ratpenat de cara arrugada viu a Belize, Colòmbia, Costa Rica, El Salvador, Guatemala, Hondures, Mèxic, Nicaragua, Panamà, Trinitat i Tobago i Veneçuela.

## Reproducció
Es creu que les femelles són poliestriques i asíncrones, ja que s'han documentat femelles embarassades tots els mesos entre gener i agost, amb l'excepció de maig. Els mascles emeten una olor de mesc a la barbeta per atraure les femelles. La morfologia del seu esperma és única, ja que els espermatozous tenen un nucli cel·lular arrodonit i un acrosoma extremadament puntegut.

## Dieta
Aquesta espècie és completament frugívora encara que es desconeixen quins són els fruits que consumeix. La professora Elizabeth Dumont, de la Universitat de Massachusetts, creu que la força que exerceix en cada mossegada li permet sobreviure quan la fruita tova és escassa, ja que és capaç d'alimentar-se de fruita més dura que altres ratpenats no poden consumir.

## Etimologia
El nom binomial Centurio senex està format per la paraula llatina centurio, que vol dir 'divisió en cent parts', i senex, que vol dir 'vell'. El nom fou triat per l'aspecte d'un home de cent anys que té el seu rostre.

## Subespècies
- Centurio senex greenhalli (Belize, Colòmbia, Costa Rica, El Salvador, Guatemala, Hondures, Mèxic, Nicaragua, Panamà i Veneçuela)[2]
- Centurio senex senex (només a Trinitat i Tobago)